# Włodzimierz Lubański

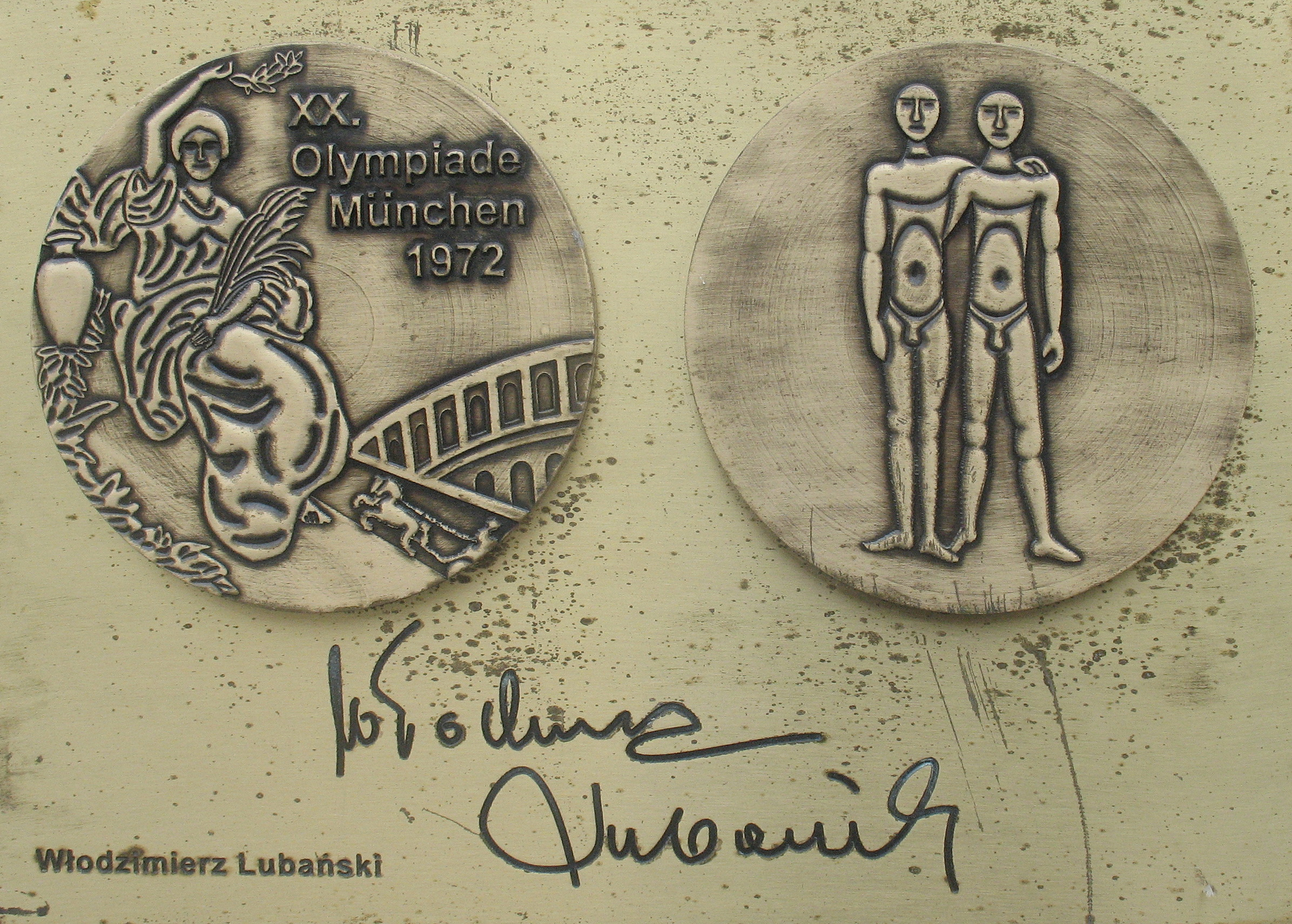
Médaille et autographe de Lubański sur l'

Włodzimierz Leonard Lubański, né le 28 février 1947 à Gliwice en Pologne, est un footballeur international polonais, devenu brièvement entraîneur.
Au poste d'attaquant, il commence sa carrière au Górnik Zabrze, club en pleine ascension qu'il mène vers les sommets autant sur le plan national qu'européen. Logiquement remarqué par le sélectionneur polonais, il réussit à s'imposer en équipe nationale et remporte les Jeux olympiques en 1972. Par la suite, sa fédération lui accorde un bon de sortie pour l'étranger, qu'il utilise pour se rendre à Lokeren. Là aussi, il crève l'écran et permet au club belge de connaître ses plus belles années. Après un court passage en France, il repasse la frontière et met un terme à sa carrière.
En 2003, la fédération polonaise le choisit comme le meilleur joueur des cinquante dernières années.

## Biographie

### En club
Né à Gliwice dans le quartier de Sośnica, Włodzimierz Lubański commence sa carrière dans la ville, mais a véritablement explosé au Górnik Zabrze. En effet, il a remporté cinq titres consécutifs (sur 7 au total) de champion de Pologne et une finale de Coupe d'Europe des vainqueurs de coupes en 1970 (défaite contre Manchester City, et seule finale européenne disputée par un club polonais). Il a également été meilleur buteur du championnat quatre saisons d'affiliée (de 1966 à 1969).
Le 6 juin 1973, lors d'un match face à l'Angleterre à Katowice, comptant pour les éliminatoires de la Coupe du monde 1974, il se blesse très sérieusement dans un choc avec Alan Ball et est tout près de terminer sa carrière.
Mais, deux ans plus tard, il fait son grand retour sur les terrains, et retrouve la sélection en 1977. Il avait auparavant tenté l'aventure belge. Avec un tel joueur, le club belge connaît ses plus belles années et découvre la Coupe d'Europe. En 1980, une autre star polonaise, Grzegorz Lato, le rejoint à Lokeren. Lubański termine sa carrière par deux saisons à Valenciennes FC et de rapides passages au Stade Quimpérois et au KRC Malines.
Installé en Belgique, il occupe alors le poste d'agent de joueurs. Il organise par exemple le transfert du polonais Grzegorz Rasiak vers Sienne, club de Série A. De retour en Pologne, il s'implique toujours dans le milieu du football et aide par exemple son club de cœur. En 2011, il devient le vice-président du Polonia Varsovie chargé du domaine sportif.

### En équipe nationale
Lubański est le plus jeune international polonais à ce jour, ayant honoré sa première sélection à l'âge de 16 ans et demi.
Entre 1963 et 1980, Lubański a joué 75 matches internationaux et a marqué 48 buts. Il a longtemps été en tête du classement des buteurs de l'équipe de Pologne, avant d'être dépassé par Robert Lewandowski en octobre 2017.
Il a remporté une médaille d'or pendant les Jeux olympiques d'été de 1972 et a participé à la coupe du monde de 1978.

## Palmarès

### En club
- Champion de Pologne en 1964, 1965, 1966, 1967, 1971 et 1972 avec le Górnik Zabrze
- Vainqueur de la Coupe de Pologne en 1965, 1968, 1969, 1970, 1971 et 1972 avec le Górnik Zabrze
- Finaliste de la Coupe d'Europe des Vainqueurs de Coupe en 1970 avec le Górnik Zabrze

### Enéquipe de Pologne
- Médaille d'or lors des Jeux olympiques d'été de 1972

### Distinctions individuelles
- Meilleur buteur de la Coupe d'Europe des Vainqueurs de Coupe en 1970 (7 buts) et en 1971 (8 buts) avec le Górnik Zabrze
- Meilleur buteur du Championnat de Pologne en 1966 (23 buts), 1967 (18 buts), 1968 (24 buts),  1969 (22 buts) avec le Górnik Zabrze
- Meilleur buteur du Championnat de France de Division 2 en 1983 (28 buts) avec l'US Valenciennes-Anzin
- Désigné meilleur joueur de football polonais en 2004, pour la période 1954-2003, par la fédération polonaise à l'occasion du 50e anniversaire de  l'UEFA

## Citation
« Il a été le joueur polonais le plus doué, et aussi un des plus malchanceux. Il était très respecté par toute l'équipe en tant que joueur et en tant qu'homme. » – Grzegorz Lato